# 建武中興十五社
建武中興十五社（けんむちゅうこうじゅうごしゃ）とは、建武中興（建武の新政）に尽力した南朝側の皇族・武将などを主祭神とする15の神社である。これらの神社は「建武中興十五社会」を結成している。

## 概要
後醍醐天皇による建武の中興は、それまでの武家中心の社会を天皇中心の社会に戻そうとしたものであった。これは、明治維新によって江戸幕府から実権を取り戻し明治政府を樹立した明治天皇にとって意義深いものであり、明治以降、建武の中興に関った人々を祀る神社がその縁地などに作られた。
| 社名       | 主祭神                                 | 所在地             | 旧社格     |
| ---------- | -------------------------------------- | ------------------ | ---------- |
| 吉野神宮   | 後醍醐天皇                             | 奈良県吉野郡吉野町 | 官幣大社   |
| 鎌倉宮     | 護良親王                               | 神奈川県鎌倉市     | 官幣中社   |
| 井伊谷宮   | 宗良親王                               | 静岡県浜松市浜名区 | 官幣中社   |
| 八代宮     | 懐良親王                               | 熊本県八代市       | 官幣中社   |
| 金崎宮     | 尊良親王・恒良親王                     | 福井県敦賀市       | 官幣中社   |
| 小御門神社 | 藤原師賢                               | 千葉県成田市       | 別格官幣社 |
| 菊池神社   | 菊池武時・菊池武重・菊池武光           | 熊本県菊池市       | 別格官幣社 |
| 湊川神社   | 楠木正成                               | 神戸市中央区       | 別格官幣社 |
| 名和神社   | 名和長年                               | 鳥取県西伯郡大山町 | 別格官幣社 |
| 阿部野神社 | 北畠親房・北畠顕家                     | 大阪市阿倍野区     | 別格官幣社 |
| 藤島神社   | 新田義貞                               | 福井県福井市       | 別格官幣社 |
| 結城神社   | 結城宗広                               | 三重県津市         | 別格官幣社 |
| 霊山神社   | 北畠親房・北畠顕家・北畠顕信・北畠守親 | 福島県伊達市       | 別格官幣社 |
| 四條畷神社 | 楠木正行                               | 大阪府四條畷市     | 別格官幣社 |
| 北畠神社   | 北畠顕能・北畠親房・北畠顕家           | 三重県津市         | 別格官幣社 |